# Pedał rowerowy

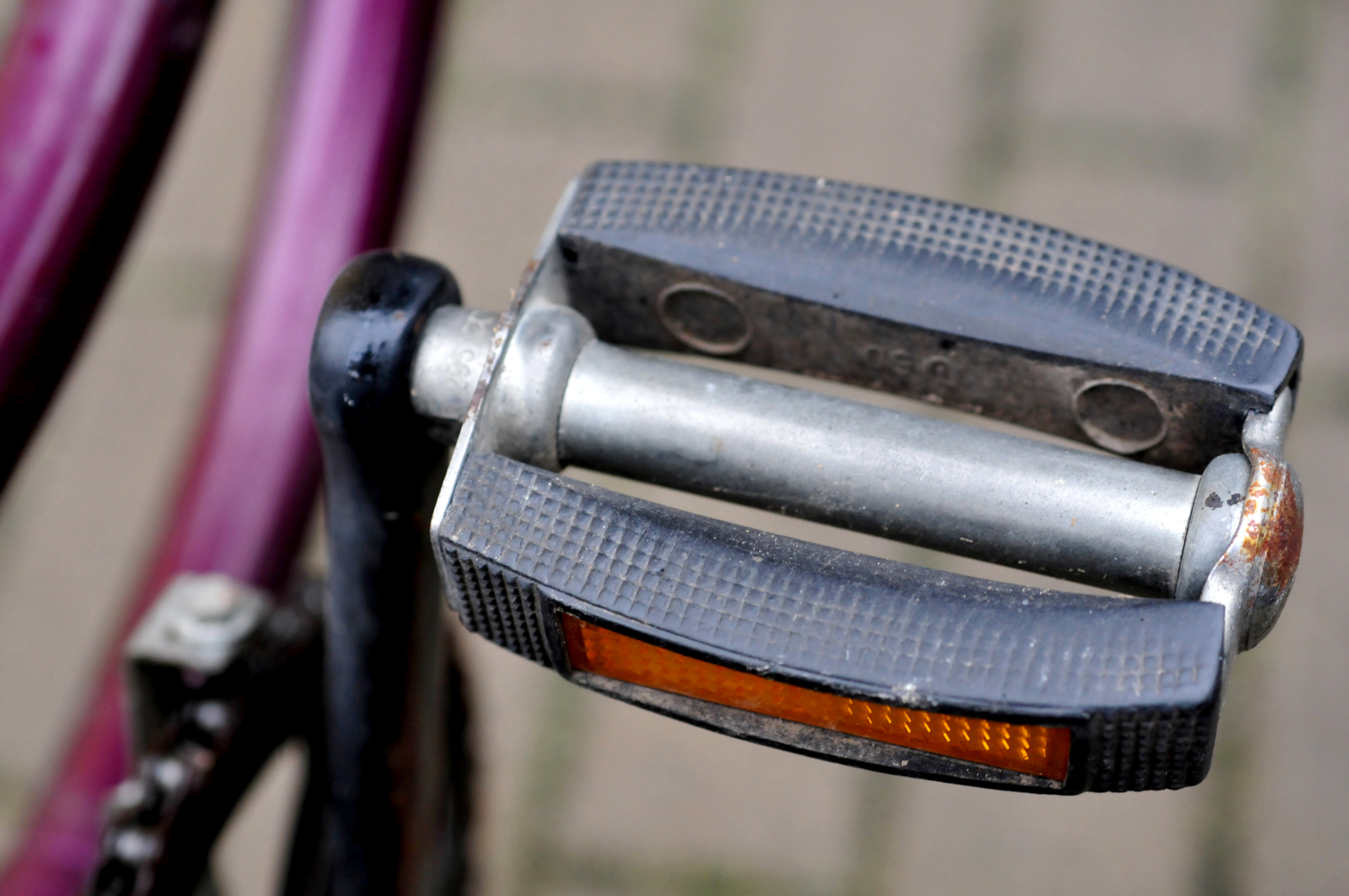
Pedał rowerowy

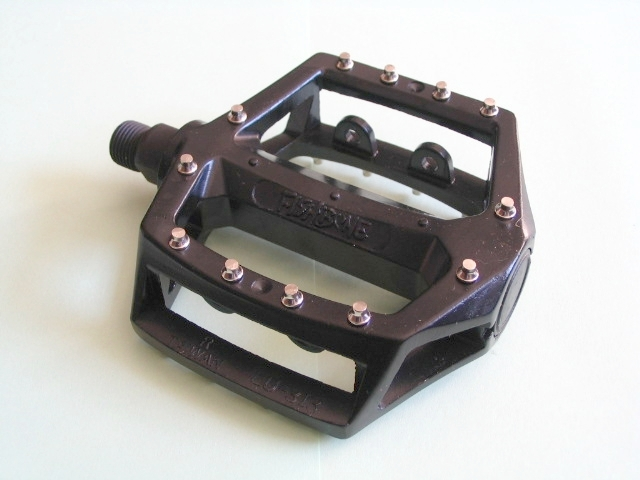
Pedał platformowy z kolcami

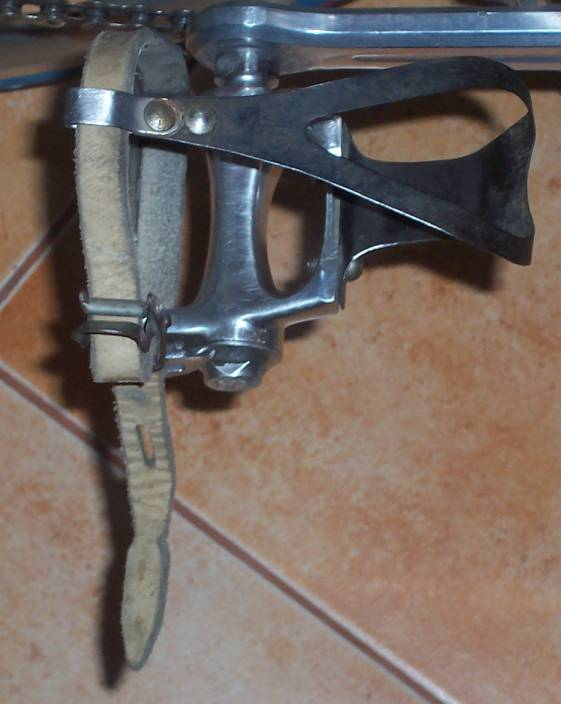
Szosowy pedał Campagnolo z noskami

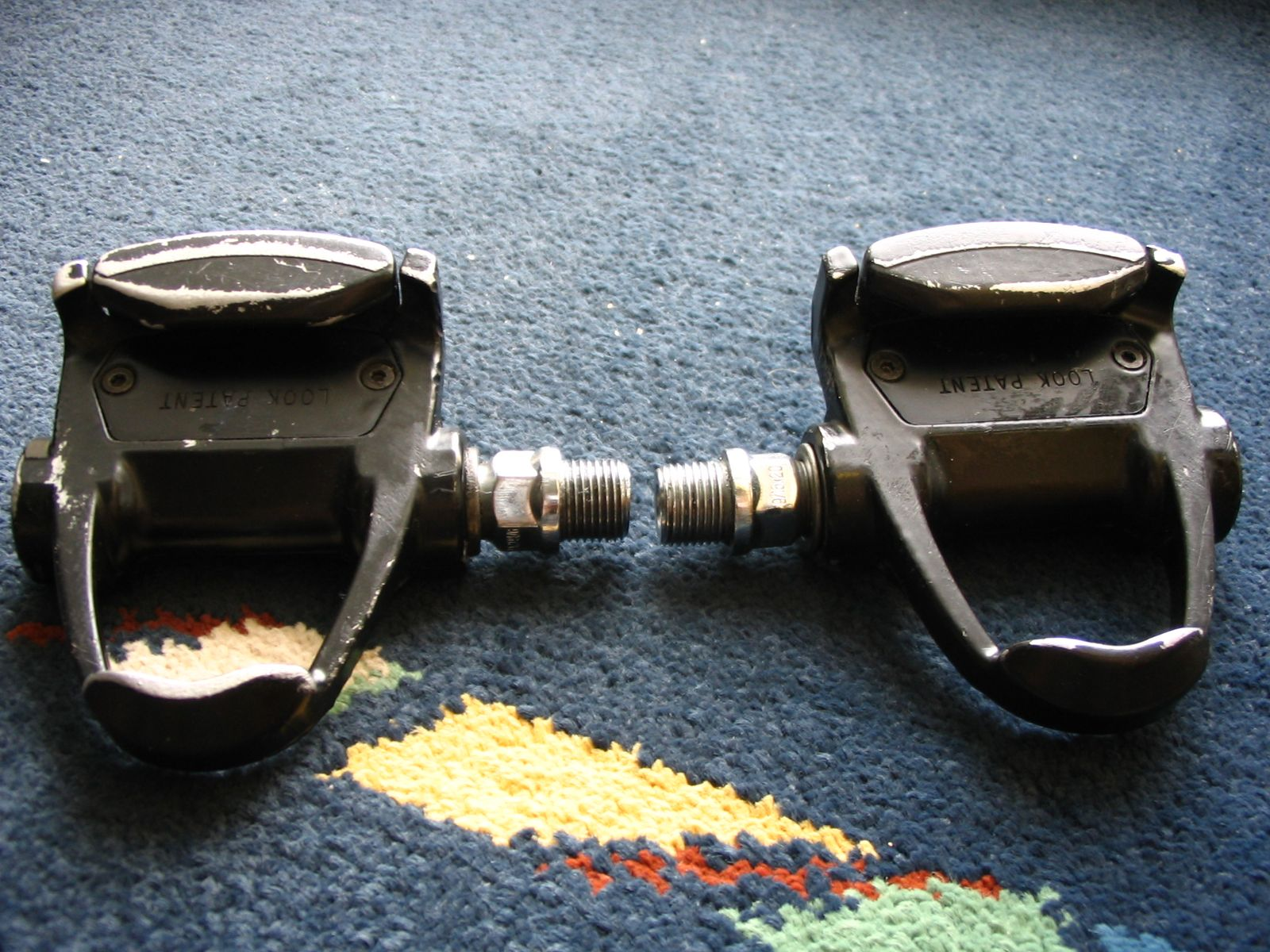
Szosowe pedały Look

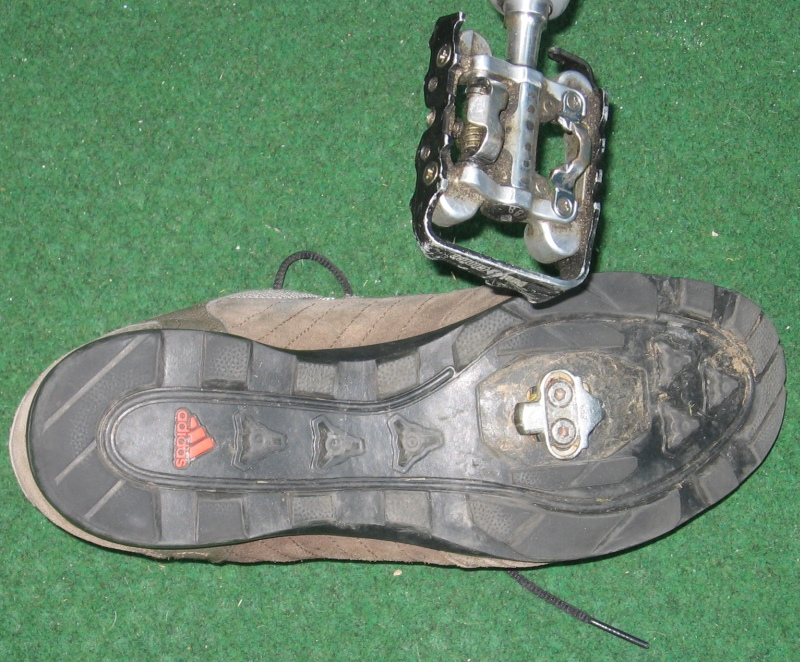
Pedał wraz z pasującym do niego blokiem w spodzie buta

Pedał rowerowy – część układu napędowego roweru, która służy przenoszeniu
energii z nóg rowerzysty, poprzez korby, do całego układu
napędowego. Stosowane także niekiedy w niektórych typach motorowerów (mopedów).

## Budowa i działanie tradycyjnych pedałów
W najbardziej podstawowej wersji, pedał rowerowy to mała platforma wykonana z tworzywa lub metalu, połączona z krótkim, ułożyskowanym wałkiem, który mocuje się z jednej strony połączeniem gwintowym do korby. Rowerzysta w czasie jazdy trzyma nogi na platformach pedałów, które, dzięki ułożyskowaniu ich wałka, mogą rotować względem korb, dzięki czemu znajdują się w pozycji równoległej do stóp niezależnie od fazy ruchu.

## Odmiany
- Platformowe – są to najbardziej tradycyjne pedały, składające się z platformy i ruchomego wałka. Platforma może być wykonana z jednego kawałka metalu lub tworzywa, obecnie jednak częściej spotyka się platformy ramkowe – wykonane z metalowej lub lżejszej, wykonanej z tworzywa, ramki. Pedały platformowe posiadają zwykle na powierzchni ząbki, tarkę lub inne wystające elementy zwiększające tarcie butów o platformy, gdyż tarcie to jedyna siła, która utrzymuje buty na platformach. Wadą pedałów platformowych jest słaba transmisja energii, gdyż można w nich pedałować wyłącznie poprzez ich naciskanie, bez możliwości ich ciągnięcia w górę, czy nawet popychania do przodu, co powoduje, że transmitują one energię tylko przez 45% fazy ruchu nóg. Dodatkowo, przy jeździe po wybojach lub w mokrych warunkach istnieje silna tendencja do ześlizgiwania się nóg z tego rodzaju pedałów. Zaletą tych pedałów jest natomiast możliwość korzystania z nich w niemal każdym rodzaju obuwia, a nawet boso;
  - Platformowe z kolcami – są to pedały, w których z platform wystają specjalne krótkie kolce, które wbijają się w podeszwy butów, zwiększając jego przyczepność. Nie wymagają one jazdy w specjalnie do tego przeznaczonych butach, jednak jest to zalecane. Są one stosowane dość powszechnie w rowerach górskich i do cyklotrialu. Nie umożliwiają one ciągnięcia pedałów w górę, ale umożliwiają ich pchanie do przodu, dzięki czemu transmisja energii odbywa się przez ok. 55-60% fazy ruchu nóg. Zaletą tego rozwiązania jest możliwość odłączenia się od pedałów w każdej chwili, niemal tak samo szybko jak od zwykłych pedałów platformowych;
  - Platformowe z noskami – są to pedały, w których do platform są przytwierdzone tzw. noski, czyli plastikowa bądź metalowa kształtka, połączona jeszcze zwykle z paskiem zapinającym, która na stałe przytwierdza nogę do pedału. Pedały z mocno zapiętymi noskami umożliwiają transmisję energii przez 99% fazy ruchu nóg (oprócz tzw. momentu martwego, gdy pedał znajduje się w najwyższym punkcie). Ich zaletą jest też możliwość jazdy w każdym rodzaju obuwia. Podstawą bezpiecznego używania nosków jest możliwie duże ściągnięcie paska, ale umożliwiające jeszcze swobodne wycofanie stopy (przez ruch do tyłu) z noska w razie (nagłej) potrzeby. Wadą nosków jest konieczność wyrobienia odruchu wsuwania drugiej stopy w czasie jazdy – pierwszą można wsadzić, gdy rower jeszcze stoi. Sam pedał z noskami na ogół swobodnie zwisa noskiem na dół. Krawędź pedału należy lekko docisnąć stopą, a jej ruch do tyłu powoduje, że pedał przyjmuje pozycję poziomą, co umożliwia wsunięcie stopy w nosek przez ruch do przodu.

- Zatrzaskowe – są to pedały posiadające specjalny mechanizm zatrzaskowy, który, podobnie jak noski, na stałe łączy buty z pedałami poprzez chwytanie i zatrzaskiwanie się na specjalnej metalowej kształtce przytwierdzonej do podeszwy buta, zwanej blokiem. Wpinanie w zatrzask odbywa się niemal automatycznie w momencie pierwszego naciśnięcia stopą na pedał, natomiast wypinanie wykonuje się poprzez ruch stopą na zewnątrz w płaszczyźnie platformy pedału. Pedały zatrzaskowe „trzymają but” o wiele skuteczniej w porównaniu do nosków a dodatkowo ich konstrukcja powoduje, że w momencie upadku buty automatycznie wypinają się z nich, podobnie jak w wiązaniach narciarskich. Większość pedałów zatrzaskowych posiada bardzo małe, szczątkowe platformy, gdyż specjalne buty z blokami mają twarde i nie zginające się podeszwy, które w pewnym sensie zastępują normalne platformy. Istnieją jednak także pedały zatrzaskowe z normalnymi platformami, które umożliwiają jazdę w zwykłym obuwiu, jednak przy jeździe w zwykłym obuwiu nie można oczywiście się w nie wpiąć. Obecnie w handlu dostępnych jest kilkanaście rodzajów mechanizmów zatrzaskowych, z których najważniejsze to:

- - Szosowe zatrzaski marki Keywin – Zatrzaski Keywina były pierwszym tego rodzaju rozwiązaniem na świecie, rewolucjonizując spojrzenie na połączenie użytkownika z rowerem. Tego rodzaju pedały szosowe charakteryzują się dużą, stabilną platformą i równie dużym blokiem, wspomagając w ten sposób podparcie stopy. Jednocześnie połączenie pedał-blok jest niezwykle mocne i skuteczne, co pozwala na używanie techniki pchania-ciągnięcia pedałów podczas jazdy. Taki rodzaj pedałów szosowych obecnie stał się normą w rowerach szosowych, która jest powielana i adaptowana przez inne firmy takie jak Look Cycle czy Shimano.

- - Szosowe zatrzaski marki Look Cycle – Pedały LOOK swoją konstrukcją są bardzo podobne do pedałów Keywin. Różnica polega na mechanizmie zatrzaskowym. W pedałach KEYWIN elementem odpowiedzialnym za przytrzymanie bloku jest szeroka kompozytowa sprężyna, natomiast w pedałach LOOK są to dwie stalowe sprężyny – zupełnie jak w wiązaniach narciarskich. Wszystkie zatrzaskowe pedały szosowe wymagają specjalistycznych butów, które nie posiadają bieżnika i znacząco się różnią od butów MTB.

- - SPD – czyli Shimano Pedaling Dynamics – mechanizm zatrzaskowy do rowerów górskich wprowadzony przez firmę Shimano. Wymaga on znacznie mniejszych bloków od szosowych zatrzasków Look, które można „ukryć” w zagłębienu podeszwy, co umożliwia niemal normalne chodzenie. System ten umożliwia też znacznie łatwiejsze wpinanie i wypinanie się z pedałów w porównaniu z mechanizmem Look. Słabiej jednak „trzyma” nogę, co powoduje, że nieco gorzej transmituje energię pedałowania. System SPD jest prawie taką samą normą w rowerach górskich, jak system Look w rowerach szosowych i kopiuje go wiele różnych firm, z których najbardziej znane są: Wellgo i Ritchey. Największą wadą systemu SPD jest jego stosunkowo mała odporność na zabrudzenie błotem, które się dość często zdarza w kolarstwie górskim.
  - Crank Brothers – ze względu na swój kształt podobny do ubijaczek do jaj potocznie nazywane „ubijakami”. Pedały produkowane przez firmę Crank Brothers, wymagają one stosowania innych bloków niż SPD. W przeciwieństwie do systemu firmy shimano, pedały CB dzięki otwartej konstrukcji są niewrażliwe na błoto. Wyróżnia je również brak możliwości ustawienia siły wypięcia tak jak w przypadku SPD (możliwe jest ustawienie kąta wypięcia – 15° lub 20° przez odpowiednie ustawienie bloków w bucie). Przez wielu kolarzy wybierane dzięki temu, że są zdrowsze dla kolan (posiadają 6° luzu), a także na znacznie mniejszą wagę niż produkty konkurencji. Niestety ich cena jest znacznie wyższa niż w przypadku produktów innych firm.
  - Zatrzaski MTB LOOK – mają nieco podobną konstrukcję do systemu SPD, ale wymagają stosowania innego kształtu bloków. Są nieco bardziej odporne na zabrudzenie od SPD, ale nie rozpowszechniły się za bardzo, głównie ze względu na brak zgodności z normą SPD.
  - Zatrzaski firmy Time – są coraz bardziej popularne w kolarstwie górskim dzięki stosunkowo prostej konstrukcji i dużej odporności na zabrudzenie błotem, znacznie przewyższającej system SPD i Look. Jednak ze względu na to, że elementem zatrzaskującym bloki są dwa dość cienkie druty, są one albo bardzo kosztowne (w droższych wersjach stosuje się druty tytanowe), albo niezbyt trwałe i podatne na uszkodzenia (w tańszych wersjach stosuje się druty stalowe lub aluminiowe). Mimo tych wad istnieje dość liczne grono zwolenników tego systemu, do których należał między innymi pięciokrotny zwycięzca Tour de France – Miguel Indurain.